# Isata Mahoi

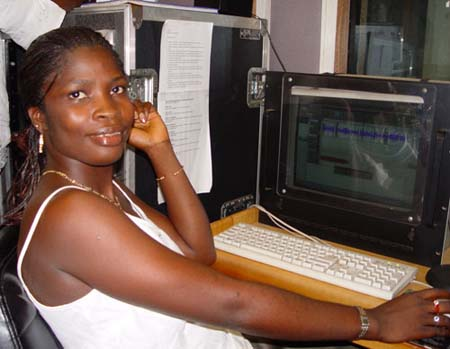
Isata Mahoi hiển thị các chương trình radio chỉnh sửa trong phòng thu Talking Drum Freetown.

Isata Mahoi (sinh ra ở Ribbi Chiefdom, quận Moyamba) từ một gia đình cầm quyền (Hoàng gia), là một người dẫn chương trình và diễn viên đài phát thanh Sierra Leone trong chương trình opera xà phòng Atunda Ayenda. Mahoi, người thường được biết đến ở Sierra Leone với nghệ danh Mammy Saio và cô là một trong những nghệ sĩ giải trí Sierra Leonean lớn nhất và nổi tiếng nhất. Trong những năm gần đây  đã tham gia vào các vấn đề giới và đặc biệt tập trung vào quyền con người của phụ nữ và trẻ em. Cô cũng là một nhà kinh tế tin tưởng vào việc tạo ra sự thay đổi ở đất nước cô.
Atunda Ayenda là chương trình radio phổ biến nhất và được nghe rộng rãi nhất ở Sierra Leone. Atunda Ayenda được tạo ra thông qua tìm kiếm tổ chức phi chính phủ để giúp mọi người hiểu các điều kiện chính trị và xã hội đã diễn ra ở Sierra Leone. Chương trình được phát trên tất cả các đài phát thanh lớn trên khắp Sierra Leone.